# Viva Las Vegas (sång)
Viva Las Vegas är en sång utgiven av Elvis Presley 1964. Låten skrevs av Doc Pomus och Mort Shuman för filmen Viva Las Vegas, där Elvis Presley hade huvudrollen. Texten är en hyllning till staden Las Vegas och dess kasinon. Den spelas under filmens förtexter. Som singel blev den mer populär i Europa än i USA. På Billboardlistan stannade den på plats 29, men i Europa blev den en topp tio-hit i flera länder.
ZZ Top kom att spela in en version av låten inför utgivningen av deras samlingsalbum Greatest Hits 1992, och låten blev åter en hit.

## Listplaceringar, Elvis Presley
| Lista (1964)   | Position               |
| -------------- | ---------------------- |
| Danmark        | 3 (DR "Top 20")        |
| Finland        | 9                      |
| Irland         | 8                      |
| Kanada         | 14 (CHUM Hit Parade)   |
| Norge          | 6 (VG-lista)           |
| Nya Zeeland    | 4 (Lever Hit Parade)   |
| Storbritannien | 17                     |
| Sverige        | 5 (Kvällstoppen)       |
| Sverige        | 6 (Tio i topp)         |
| USA            | 29 (Billboard Hot 100) |
| Västtyskland   | 21                     |

## Listplaceringar, ZZ Top
| Lista (1992)   | Position                               |
| -------------- | -------------------------------------- |
| Australien     | 28                                     |
| Finland        | 1                                      |
| Irland         | 8                                      |
| Kanada         | 34 (RPM)                               |
| Nederländerna  | 27                                     |
| Nya Zeeland    | 17                                     |
| Schweiz        | 20                                     |
| Storbritannien | 10                                     |
| Sverige        | 7 (Topplistan)                         |
| Tyskland       | 34                                     |
| USA            | 16 (Billboard Mainstream Rock Airplay) |
| Österrike      | 21                                     |